# 超音波厚さ計
超音波厚さ計（ちょうおんぱあつさけい）とは、超音波を利用して対象物の厚みを測定する計測機器である。

## 概要
超音波厚さ計は、探触子（プローブまたはトランスデューサー）と呼ばれる超音波受発信機能を持ったセンサーを用いて測定を行う非破壊検査計測装置。

探触子を測定物に接触させ、超音波を測定物に送信、測定物の裏面に反射して戻ってくる超音波を探触子で受信し、その伝播時間から測定物の厚さを算出する。

測定物の厚さの算出式
{\displaystyle D={1 \over 2}Ct}
（D:厚み　C:音速　t:伝播時間）
高精度、高分解能の超音波厚さ計では500キロヘルツ〜20メガヘルツ程度の超音波が使われる。

## 測定方式
超音波の伝播時間を元に厚さの計測を行う。代表的な方式は以下の3つである。
- 零点・第一回底面エコー方式　　内部で設定した零点と、第一回底面エコーの伝播時間差から厚みを計測。
- 多重エコー方式　　各エコー間の伝播時間差から厚みを計測。
- 表面エコー・第一回底面エコー方式　　表面エコーと第一回底面エコーの伝播時間差から、厚みを計測。

## 主な用途
鉄、アルミニウム、ステンレスなどの金属をはじめ、プラスチックやガラス、セラミックなど様々な素材の厚さを測定することが出来る。

配管やタンク、各種構造物の腐食検査、機械・設備の保守管理、製品の抜き取り検査、精密厚さ測定など、非常に幅広い用途で使用されている。

## 超音波厚さ計メーカー
- GEインスペクション・テクノロジーズ・ジャパン
- JFEアドバンテック
- オリンパス
- NDTアドヴァンス
- 東京計器
- 佐藤商事
- タイタン・テクノロジー
- 帝通電子研究所
- ベーターレーザーマイク社